# Primnoella divaricata
Primnoella divaricata is een zachte koraalsoort uit de familie Primnoidae. De koraalsoort komt uit het geslacht Primnoella. Primnoella divaricata werd in 1879 voor het eerst wetenschappelijk beschreven door Studer. 